# 西单民主墙
39°54′22″N 116°22′05″E / 39.9061°N 116.3681°E
西单民主墙，是指中华人民共和国北京西长安街和西单北大街交会处东北角，约2米高、100米长（也有一说是200米左右）的宽阔围墙，于1978—1979年期间张贴有许多不同政见的大字报，故被称为“民主墙”。西单民主墙源于文化大革命后的拨乱反正、改革开放时期，被民运人士視為當代中華人民共和國民主運動的開端，并为“北京之春”的宣传与发展发挥了作用。

## 历史

### 民主墙的形成
民主墙的形式源于大字报，即民众在公众场所张贴文章表述某种政治主张或心声。1977年，在周恩来逝世一周年时，悼念周恩來的大字报出现在北京天安门广场的“毛主席紀念堂”工地围墙上。后来该围墙拆除了，人们就把大字报贴到了北京市西单38路公共汽车总站背后工地的围墙上，因此这面墙壁迅速成为运动的象征，被人们称作“民主墙”。一开始，大字报表达了人们对文革以来乱局的不满，之后发展到对时政的批评，最后进一步演变为独立民间社团的定期非正式刊物。
1978年9月11日，文革中被停刊多年的《中国青年》杂志复刊，但复刊后的第一期便被当时主管宣传工作的中共中央副主席汪东兴下令查禁。查禁的理由是：
1. 刊物中登载了一些1976年四五天安门运动的诗抄（当时四五天安门事件尚未平反，有为“反革命事件”叫屈的嫌疑）；
2. 杂志裡没有登载毛泽东的诗词；
3. 杂志裡没有登载华国锋的题词；
4. 有一篇文章中提出了要破除“现代迷信”、即破除对毛泽东的迷信——这在当时是极具震撼力的观点，也是刊物被禁的最主要原因。

1978年10月11日，贵阳诗人黄翔及李家华、方家华、莫建刚，在北京王府井大街人民日报社门口贴出大字报《火神交响诗》，同时散發油印民刊《启蒙》。11月15日左右，有人把已被查禁的《中国青年》公开贴到了西单墙上，一下引起了万千民众聚集到此观看。随后开始有人在墙下面贴出自己的感想，表达对宣传部门查禁《中国青年》的抗议。11月16日，吕朴（音乐家吕骥之子）以真名和联系地址在西单墙上贴出《致宗福先和于无声处剧组公开信》大字报，这张大字报被誉为点燃西单民主墙的火炬。同日，一份署名“机修工0538号”的大字报，批判毛泽东犯下的历史错误。接下来，就进一步出现了要求肃清专制餘毒、要民主、要言论自由的大字报。
11月20日，新华社播发中共北京市委为四五天安门事件平反的消息後，大字报不断地贴出，墙前驻足观看的读者越来越多，多时达四五千人。有人宣读、笔记、照相和录音，中外记者夹杂其中采访、摄影，外国人与中国人随便交谈。有人撕毁大字报，有人维护张贴权利。11月25日晚，民主墙前出现了自发组织的“民主讨论会”。西单民主墙第一份民办刊物《四五报》（即《四五论坛》前身）于1978年11月26日晚发布。
11月27日，中共中央副主席、国务院副总理邓小平在会见美国专栏作家罗伯特·诺瓦克（Robert Novak）时，对民主墙涉及到重大问题公开表态。邓说“没有毛泽东就没有新中国”，并强调自己不是赫鲁晓夫，不会贬低毛泽东。邓还否定了外界传闻的他与华国锋的矛盾，表示不赞同大字报对毛的评价，也表示自己不会当总理。但对大字报、对群众的民主诉求，邓表示理解和容忍：“这是正常的现象，是我国形势稳定的一种表现。”邓又说，“写大字报是我国宪法允许的。我们没有权利否定群众发扬民主、贴大字报。群众有气，让他们出气。群众的议论，并非一切都是深思熟虑过的，也不可能要求都是完全正确的。这不可怕。”谈话当晚7时，在民主墙前，六七千人集会，听取诺瓦克的朋友传达的邓小平与诺瓦克的谈话；随后，集会群众从西单游行到天安门广场，在人民英雄纪念碑下开会庆祝邓小平支持民主墙。28日《人民日报》文章刊发后，天安门广场下再次集会，人数逾万。邓小平的讲话，新华社做了摘要报道，第二天全国各大报刊刊登。

### 结社、民间刊物、游行
1978年11月26日、27日和12月初，邓小平利用接见日本、美国，和法国外宾的机会多次表示，尊重人民利用大字报表达自己不满的权利。之后一些民间团体将自己制作的刊物贴在西单墙上或散发给来往群众。一些外国媒体也赶来采访，这使“西单民主墙”有了国际影响。与此同时北京大学三角地也出现了北大民主墙。很快民主墙形成一个运动。
从1978年冬到1981年春，仅北京就有50余种非官方刊物出版，如《探索》（魏京生、刘京生、路林、杨光）、《四五论坛》（徐文立、刘青、赵南）、《中国人权同盟》（任畹町）、《今天》（北島、芒克、刘念春、徐晓、陈迈平、鄂复明、周眉英)、《北京之春》（陈子明、周为民、王军涛）、《沃土》（胡平、姜洪）等。天津有《渤海之滨》（刘士贤、吕洪来），武汉有《钟声》（秦永敏），青岛则有《理论旗》（牟传珩）等。广州刚刚出狱的王希哲担任《四五论坛》的广州通讯员。
1978年12月5日，北京电工魏京生在西单民主墙，张贴以「金生」為筆名的大字报《第五个现代化：民主及其他》，认为自由民主比改善生活更重要，要求反省毛泽东的个人独裁和将政治民主化。
12月18日—22日，中共召开十一届三中全会。邓小平在党内的中心地位和改革开放政策获得确定。
1979年1月8日，周恩來逝世三周年纪念日，北京维权上访女工傅月華率领数千名上访群众，到天安门广场示威遊行，他們手持白色床單做成的横幅，高叫“反饑餓、反迫害、要民主、要人權”的口號。同日，魏京生编辑出版了《探索》杂志，并将这次运动命名为“北京之春”，这个名字源于1968年的“布拉格之春”。从那时起，自1978年秋季以来兴起的在“西单民主墙”张贴大字报的行为被称为“北京之春”。
1月9日晨，傅月華被逮捕。《探索》、《四五論壇》、《中國人權》开展呼吁释放傅月華的抗议活动。
1月29日至2月5日，國務院副總理鄧小平訪美。

### 取缔
1979年3月22日，《北京日报》发表《人权不是无产阶级的口号》一文。3月25日，魏京生在西单民主墙贴出大字报《要民主还是要新的独裁》指名道姓批评邓小平“走的是独裁路线”。3月29日，北京市革命委员会发布《维护首都社会秩序》的通告称：「凡是反对社会主义、反对无产阶级专政、反对共产党的领导、反对马列主义、毛泽东思想，泄露机密，违反宪法和法律的标语、海报、大字报、小字报及书刊、画册、唱片、图片等，一律禁止」；同日，北京市公安局发布六条通告，禁止“妨碍交通的集会、游行”；“冲击党、政、军机关和企业、事业单位”；“造谣惑众，煽动闹事”；“拦截车辆，无票乘车”；“任意张贴和涂写标语、海报、大小字报”等活动。《通告》发出后，北京市公安局當日抓捕了魏京生和“中国人权同盟”对外联络人陈旅。4月8日，中共中央转发了公安部党组的请示报告，确认全国八十七个自发组织中，有七个组织（北京的“探索”、“中国人权同盟”、“兴中会”，上海的“社会主义民主促进会”、“上海民主讨论会”、“振兴社”和贵州的“解冻社”）“都是有极少数坏人控制、把持的”。“他们从纲领、口号到具体活动，都是反对社会主义制度，反对无产阶级专政，反对共产党领导，反对马列主义毛泽东思想的。”中共中央的处理意见是，打击首恶分子，分化和瓦解这几个组织。
4月4日，《中国人权同盟》负责人任畹町在西单民主墙张贴大字报时，当场被便衣警察逮捕。4月至5月，先后被捕的还有《探索》的路林（4月22日，不久释放）、杨光（5月22日）等。同时，数百人开始洗刷全城的大字报。除指定保留的西单大字报区外，天安门广场东侧、东长安街、王府井大街、前门大街、北京站和台基厂一带的街头标语大小字报均被“洗刷干净”。
全国和各省也开始采取相应措施，镇压大字报和民办刊物。上海“民主协会”、“民主讨论会”、“人权委员会”共有十多个成员被捕。贵阳“解冻社”成员全部被捕，后来又全部释放。不过在八十七个组织中除了认定七个外，多数自发组织包括一些有重要影响的组织如“北京之春”并未列入其中。对认定的七个组织的处理也留有余地，特别指示“不要把它们定为反动组织”。一些被拘捕的活动分子，经“教育”后又被释放。
10月1日，以王克平、徐文立、马德升、楊靖等领头的几百个民主墙人士为主的民间“星星美展”，在北京长安街举行和平示威游行，他們要求政治民主和艺术自由。
1979年10月16日魏京生被以反革命罪及向外電記者出賣中越戰爭情報為罪名，被判處有期徒刑15年。11月，第五届人民代表大会第二次会议作出决议：取缔“西单墙”。12月6日，北京市革命委员会发出通告，规定除在自己所在单位张贴大字报外，所有大字报一律集中到月坛公园，且要填报真名和其他资料，禁止在西单墙和其他地方张贴大字报。1980年9月，五届人大三次会议作出决议：取消“四大”（大鸣、大放、大字报、大辩论）。

### 被逮捕的各地民主墙骨干
“九号文件”下达后，全国各地计有上千人被拘审、逮捕。其中比较著名的有：徐文立、杨靖、何求、王一飞、王希哲、钟粤秋、傅申奇、秦永敏、朱建斌、孙维邦、杨在行、王屹峰、刘二安、徐水良、王河清、郑玉林、王荣清、徐东平、马兴华、王明、沈建民、童年、何德甫、张京生、刘力平、彭金贵、路建国、历万明、刘国璋、王静湖、吕洪来、刘士贤、黄石、尚运成、李家华、秦晓春、邢大昆、陈尔晋、薛明德、刘国凯、邓焕武、毛庆祥、曾省斋、叶宗武、杨晓雷、黄应时、陈增祥、江小茵、尚运成、鲁弟、戴学伟等等。

### 胡耀邦表态
中共中央秘书长胡耀邦在6月的五届人大二次会议上表示：“我始终支持任何人在社会主义制度下行使自己的民主权利。希望大家都在宪法的保护下享有最大的自由。尽管在中央工作会议上，以及在这次人大会议上，不少同志点名也好或不点名也好，批评我背着中央、支持违反‘四项基本原则’的所谓民主化运动，助长无政府主义，但我仍要保持我自己的看法。”对于魏京生的被捕，胡耀邦说：“我奉劝同志们不要抓人来斗，更不要抓人来关。敢于大胆提出这些问题的人，恐怕也不在乎坐监牢。魏京生抓了三个多月，他一死就会在群众中变成烈士，是人人心中的烈士。”

## 主要人物和组织
- 魏京生、徐文立、王军涛、胡平、刘青、任畹町等。其中大部份人被判刑或流亡海外，有的还在后来的八九运动、组党运动中再次被判重刑。留在国内的徐文立、秦永敏、牟传珩等人皆身陷牢狱。
- 1979年3月29日，中共中央转发了公安部党组的请示报告，确认全国八十七个自发组织中，有七个组织“都是有极少数坏人控制、把持的”。这七个组织是北京的“探索”（魏京生）、“中国人权同盟”（任畹町）、“兴中会”，上海的“社会主义民主促进会”、“上海民主讨论会”（乔忠令）、“振兴社”（傅申奇）和贵州的“解冻社”（李家华）。有重要影响的组织如“北京之春”（胡平）并未列入其中。

## 各界评价

### 中国官方
中国官方的《人民日报》报道：
1979年以来，北京西单出现大量大字报，其中一些内容涉及抨击共产党和现行制度、攻击中共领导人。人称此处为“西单民主墙”。北京市革命委员会为对此加强控制，作出了新的强制规定。根据这个规定，大字报张贴者必须在张贴处的登记处如实登记姓名、单位、住址等内容。登记处对大字报不加审查。张贴者应对大字报的内容负政治、法律责任。大字报张贴处禁止无理取闹、寻衅滋事。

### 学者评价
在内容上，民主墙虽然不排除有政府背景人士发表观点，但墙上出现的（尤其是运动中后期出现的文章）更像是民众（其中最有分量的似乎还是一些知识分子）真正独立思考的声音，而非文革时期那种被官方煽动导向的无意义口号。
- 民主墙时期的重要人物、民运人士魏京生认为，“民主墙标志着中国现代民主运动的开端，也是建国以来首次不受中共操纵的重要历史事件，而它的发生是必然的。......民主墙被各国学界公认为中国现代民主运动的开始，也是中国人民反抗中共暴政的重要转折点。同时，它也影响了苏联东欧和台湾的民主运动，延续到整个八十年代，直到八九年的天安门民主运动。”[2][3]
- 朦胧派诗人北岛认为，“邓小平最初是非常支持的。1978年11月某个晚上，一个加拿大记者在人民大会堂刚被邓小平接见后，来到‘民主墙’。没有麦克风，他就通过人声一层层向外传递了一个重要信息：“邓小平说民主墙是个好东西”。我当时也在场。显然，民主墙最初得到官方某种程度的认可。大约在中越边界冲突后，邓小平对民主墙的态度完全变了，提出严厉的批评，于是民主墙被迁月坛公园的指定地点，随即被关闭，而“民主墙”最终被拆除，就像被强行抹掉的一段历史记忆。”[26]
- 旅法学者陈彦认为，“从整体上看，‘民主墙运动’的参与者们不约而同地表现出精神与思想上的独立，他们的行动粉碎了极权政治统一思想、阉割个体独立思考能力的神话，他们的觉醒意味着中国的极权主义统治出现了第一道裂口，红色中国的政治异议运动从此宣告诞生。无疑，这是中国极权主义意识形态统治历史上的一个阶段性转折。 ......他们通过自己的行动向世人展示了百年来中国民众对民主和自由的渴望与不懈的追求。‘北京之春’运动是受意识形态驯化的一代中国人企图摆脱极权主义枷锁的第一步，也是此后中国有组织的政治反对派的摇篮。 ”[1]
- 旅德学者长平认为，“中国媒体在纪念‘改革开放四十周年’，国际舆论也在唱和与反思。‘西单民主墙’是这段历史中最重要的部分，不仅不应该被遗忘，而且应该作为历史的丰碑竖立起来，被怀念，被瞻仰，被继承，让它作为希望之光，照亮中国以及中国所影响的世界的未来。”[4]
- 民运人士徐水良发表文章称，中共特工人员在此之后主动组建民运及其他反对派团体或据点来主导民运，并在海外实行这种做法。[27]
- 錢理群：「如果说1974年李一哲大字报揭开了序幕，那么，中经1976年的『四五运动』，到1978年的西单民主墙，就形成了一个波澜壮阔的社会民主运动，其最主要的标志就是民间刊物和民间社团的大量出现，完全打破了1957年反右运动以后形成的『舆论一律』的局面，更加自觉地提出了言论、出版、结社自由的诉求，如《四五论坛》的《发刊词》所说：『安定团结不是不让人民讲话，尤其不是不让人民讲真话』，『（我们）要行使宪法赋予人民监督和管理国家的权利，是宪法由一纸空文，变成我国社会存在和发展的基础』。而争取言论自由的斗争中的一个核心问题，就是要打破『以言治罪』的禁锢。《四五论坛》曾发表《反革命和言论自由》一文，一针见血地指出：将所谓『反革命言论』纳入『反革命活动』的范畴，『宪法明确规定的言论自由这一公民权利，便变成了毫无意义的空话』。当时的《人民日报》也发表文章，明确提出：『政治上的发言权是言论自由的灵魂』，要冲破『政治问题不许讨论』的禁区（郭罗基：《政治问题是可以讨论的》）。」「11月17日徐文立在他起草的《促进庚申变法的建议书》这一纲领性文件里，以三大自由（思想自由，言论、出版自由、结社、组党自由）作为中国社会民主运动的基本要求，也就把我们所说的第二轮斗争推向了高潮。」